# فستینیوگ
فستینیوگ (به انگلیسی: Ffestiniog) یک شهرک در ولز است که در گوینز واقع شده‌است. فستینیوگ ۴٬۸۷۵ نفر جمعیت دارد.